# Кискаелга
Кискаелга (баш. Ҡыҫҡайылға — «короткая речка») — река в России, течёт по территории Буздякского района Башкортостана.

## Общие сведения
Устье реки находится на высоте 139 м над уровнем моря в 133 км по левому берегу реки Чермасан, у села Михайловка. В верховьях реки расположено село Киска-Елга.
Длина реки составляет 12 км. Кискаелга имеет два левых притока — Уртакуль и Ташлыкуль.
Система водного объекта: Чермасан → Белая → Нижнекамское водохранилище → Кама → Волга → Каспийское море.

## Данные водного реестра
По данным государственного водного реестра России относится к Камскому бассейновому округу, водохозяйственный участок реки — Белая от города Уфа до города Бирск, речной подбассейн реки — Белая. Речной бассейн реки — Кама.
Код водного объекта в государственном водном реестре — 10010201512111100025217.